# Список песен Максима Дунаевского
После названия песни, в скобках, указан поэт (автор текста песни), далее через дефис — исполнитель (исполнители).

## А
- Август, сентябрь (муз. М. Дунаевский, сл. И. Резник) — исп. Николай Караченцов
- Ангел-хранитель (муз. М. Дунаевский, сл. Л. Дербенёв) из т/ф «Мушкетёры двадцать лет спустя» — исп. Игорь Наджиев
- Ах, водевиль, водевиль... (муз. М. Дунаевский, сл. Л. Дербенёв) из т/ф «Ах, водевиль, водевиль…»  — исп. Людмила Ларина
- Ах, короли! (муз. М. Дунаевский, сл. Л. Дербенёв) из т/ф «Тайна королевы Анны, или Мушкетёры тридцать лет спустя» — исп. Игорь Наджиев
- Ах, этот вечер... (муз. М. Дунаевский, сл. Л. Дербенёв) из т/ф «Ах, водевиль, водевиль…» — исп. 1.Людмила Ларина 2.Михаил Боярский и Анне Вески 3.Николай Караченцов и Ольга Шеро

## Бременские Музыканты
- Баллада Атоса (муз. М. Дунаевский, сл. Ю. Ряшенцев) из т/ф «Д’Артаньян и три мушкетёра» — исп. Вячеслав Назаров
- Баллада де Тревиля (муз. М. Дунаевский, сл. Ю. Ряшенцев) из т/ф «Д’Артаньян и три мушкетёра» — исп. Александр Левшин и ансамбль "Коробейники"
- Баллада о дружбе (муз. М. Дунаевский, сл. Ю. Ряшенцев) из т/ф «Д’Артаньян и три мушкетёра» — исп. Михаил Боярский, Вениамин Смехов, и ансамбль "Коробейники"
- Баллада об опасной дороге (муз. М. Дунаевский, сл. Ю. Ряшенцев) из т/ф «Д’Артаньян и три мушкетёра» — исп. Михаил Боярский, и ансамбль "Коробейники"

## В
- Вакханалия азарта (муз. М. Дунаевский, сл. Н. Олев) из т/ф «Трест, который лопнул» — исп. Николай Караченцов и Павел Смеян
- Велосипед (муз. М. Дунаевский и Д. Данин, сл. А. Внуков) — исп. Павел Смеян
- Ветер перемен (муз. М. Дунаевский, сл. Н. Олев) из т/ф «Мэри Поппинс, до свидания!» — исп. Татьяна Воронина и Павел Смеян
- Ветреная женщина (муз. М. Дунаевский, сл. И. Резник) — исп. Николай Караченцов
- Вечный двигатель прогресса (муз. М. Дунаевский, сл. Н. Олев) из т/ф «Трест, который лопнул» — исп. Николай Караченцов и Павел Смеян
- В общем, попали мы!.. (муз. М. Дунаевский, сл. Л. Дербенёв) из к/ф «И чёрт с нами»  — исп. Николай Караченцов
- Всё пройдёт (муз. М. Дунаевский, сл. Л. Дербенёв) из к/ф «Куда он денется!» — исп. Михаил Боярский
- Всё, что память забывает (муз. М. Дунаевский, сл. Л. Дербенёв) из к/ф «Маленькое одолжение» — исп. Николай Караченцов

## Г
- Гадалка (муз. М. Дунаевский, сл. Л. Дербенёв) из т/ф «Ах, водевиль, водевиль…» — исп. Жанна Рождественская
- Городские цветы (муз. М. Дунаевский, сл. Л. Дербенёв) из к/ф «Куда он денется!» — исп. Михаил Боярский
- Гусарская рулетка (муз. М. Дунаевский, сл. Н. Олев) — исп. Любовь Успенская

## Д
- Давай поговорим (муз. М. Дунаевский, сл. Н. Олев) из к/ф «Светлая личность»  — исп. Николай Караченцов
- Два сердца (муз. М. Дунаевский, сл. Л. Дербенёв) из к/ф «И чёрт с нами»  — исп. Николай Караченцов
- Двадцатый год (муз. М. Дунаевский, сл. Н. Олев) из к/ф «Зелёный фургон»  — исп. Дмитрий Харатьян
- Дедушкин сундук (муз. М. Дунаевский, сл. Л. Дербенёв) из к/ф «Маленькое одолжение»  — исп. Николай Караченцов
- До свадьбы заживёт (муз. М. Дунаевский, сл. Н. Олев) из к/ф «Семь счастливых нот»  — исп. Ольга Вардашева
- Душа (муз. М. Дунаевский, сл. Н. Олев) из к/ф «Светлая личность»  — исп. Николай Караченцов
- Дуэт Анри и Жаклин (муз. М. Дунаевский, сл. К. Кавалерян) из к/ф «Возвращение мушкетёров, или Сокровища кардинала Мазарини» — исп. Антон Макарский и Ангелина Сергеева
- Дуэт Вани и Забавы (муз. М. Дунаевский, сл. Ю. Энтин) из м/ф «Летучий корабль» — исп. Михаил Боярский и Татьяна Шабельникова
- Дуэт де Тревиля и д`Артаньяна (муз. М. Дунаевский, сл. Ю. Ряшенцев) из т/ф «Д’Артаньян и три мушкетёра» — исп. Михаил Боярский и Лев Дуров
- Дуэт Констанции и д`Артаньяна (муз. М. Дунаевский, сл. Ю. Ряшенцев) из т/ф «Д’Артаньян и три мушкетёра» — исп. Михаил Боярский и Елена Дриацкая
- Дуэт королевы и Бекингэма (муз. М. Дунаевский, сл. Ю. Ряшенцев) из т/ф «Д’Артаньян и три мушкетёра» — исп. Алиса Фрейндлих и Алексей Кузнецов
- Дуэт королевы и Жаклин (муз. М. Дунаевский, сл. К. Кавалерян) из к/ф «Возвращение мушкетёров, или Сокровища кардинала Мазарини» — исп. Алиса Фрейндлих и Анна Сергеева
- Дуэт королевы и кардинала муз. М. Дунаевский, сл. (Ю. Ряшенцев) из т/ф «Д’Артаньян и три мушкетёра» — исп. Алиса Фрейндлих и Александр Трофимов

## Е
- Если бы сбылась мечта... (муз. М. Дунаевский, сл. Ю. Энтин) из м/ф «Летучий корабль» — исп. Михаил Боярский, Татьяна Шабельникова, Марк Айзикович, Гарри Бардин

## Ж
- Жизнь и любовь графа де Ла Фер (муз. М. Дунаевский, сл. К. Кавалерян) из к/ф «Возвращение мушкетёров, или Сокровища кардинала Мазарини» — исп. Вениамин Смехов

## З
- Законы жанра (муз. М. Дунаевский, сл. Н. Олев) из т/ф «Трест, который лопнул» — исп. Николай Караченцов и Павел Смеян
- Здесь был Вася! (муз. М. Дунаевский, сл. Н. Олев) из к/ф «Светлая личность»  — исп. Николай Караченцов

## К
- Как в первый раз (муз. М. Дунаевский, сл. Г. Кантор) исп. Лев Лещенко; Эдита Пьеха
- Как давно всё было (муз. М. Дунаевский, сл. Л. Дербенёв) из к/ф «Маленькое одолжение» — исп. Николай Караченцов
- Как жаль! (муз. М. Дунаевский, сл. К. Кавалерян) из к/ф «Возвращение мушкетёров, или Сокровища кардинала Мазарини» — исп. Антон Макарский
- Какое дело! (муз. М. Дунаевский, сл. Л. Дербенёв) из к/ф «Ребёнок к ноябрю»  — исп. Игорь Наджиев
- Кем ты стал? (муз. М. Дунаевский, сл. И. Резник) исп. Татьяна Буланова
- Клава Чумовая (муз. М. Дунаевский, сл. Л. Дербенёв) исп. Маша Распутина
- Кленовый лист (муз. М. Дунаевский, сл. Л. Дербенёв) из к/ф «Маленькое одолжение» — исп. Николай Караченцов
- Колдовское колесо (муз. М. Дунаевский, сл. И. Резник) — исп. Николай Караченцов
- Команда (муз. М. Дунаевский, сл. К. Кавалерян) из к/ф «Возвращение мушкетёров, или Сокровища кардинала Мазарини» — исп. Михаил Боярский, Ангелина Сергеева и Антон Макарский
- Копакобана (муз. М. Дунаевский, сл. Н. Олев) из к/ф «Светлая личность»  — исп. Алина Витебская
- Королевна (муз. М. Дунаевский, сл. И. Резник) исп. Татьяна Буланова
- Коррида (муз. М. Дунаевский, сл. И. Резник) — исп. Николай Караченцов
- Криминальное танго (муз. М. Дунаевский, сл. И. Резник) — исп. Николай Караченцов
- Круг (муз. М. Дунаевский, сл. Л. Дербенёв) — исп. Игорь Наджиев
- Кто такая Забезу? (муз. М. Дунаевский, сл. Я. Юдин) из м/ф «Забезу. Уши с хвостиком»  — исп. Марина Логунова, Никита Кашеваров
- Куплеты Лисичкина (муз. М. Дунаевский, сл. Л. Дербенёв) из т/ф «Ах, водевиль, водевиль…»  — исп. Михаил Пуговкин
- Куплеты прапорщика Ушицы (муз. М. Дунаевский, сл. Л. Дербенёв) из т/ф «Ах, водевиль, водевиль…»  — исп. Олег Табаков

## Л
- Лев и Брадобрей (муз. М. Дунаевский, сл. Н. Олев) из т/ф «Мэри Поппинс, до свидания!» — исп. Татьяна Воронина и Павел Смеян
- Леди Совершенство (муз. М. Дунаевский, сл. Н. Олев) из т/ф «Мэри Поппинс, до свидания!» — исп. Татьяна Воронина
- Летели дни... (муз. М. Дунаевский, сл. К. Кавалерян) из к/ф «Возвращение мушкетёров, или Сокровища кардинала Мазарини» — исп. Михаил Боярский, Ангелина Сергеева и Антон Макарский
- Лжетоварищи мои (муз. М. Дунаевский, сл. И. Резник) — исп. Николай Караченцов
- Листья жгут (муз. М. Дунаевский, сл. Н. Олев) из к/ф «Семь счастливых нот»  — исп. Михаил Боярский
- Любимая (муз. М. Дунаевский, сл. И. Резник) исп. Игорь Наджиев
- Любить (муз. М. Дунаевский, сл. Н. Олев) из к/ф «Семь счастливых нот»  — исп. Ирина Гущева
- Любовь - наш господин (муз. М. Дунаевский, сл. Н. Олев) из т/ф «Трест, который лопнул» — исп. Николай Караченцов и Павел Смеян

## М
- Марш гвардейцев кардинала (муз. М. Дунаевский, сл. Ю. Ряшенцев) из т/ф «Д’Артаньян и три мушкетёра» — исп. ансамбль "Коробейники"
- Месть (муз. М. Дунаевский, сл. Н. Олев) из т/ф «Трест, который лопнул» — исп. Николай Караченцов и Павел Смеян
- Мне снился сон (муз. М. Дунаевский, сл. Л. Дербенёв) из к/ф «Опасно для жизни!»  — исп. Николай Караченцов
- Мода (муз. М. Дунаевский, сл. Л. Дербенёв) из к/ф «Куда он денется!» — исп. Михаил Боярский
- Мой потерянный рай (муз. М. Дунаевский, сл. И. Резник) исп. Игорь Наджиев и Ольга Шеро
- Молитва (муз. М. Дунаевский, сл. И. Резник) — исп. Николай Караченцов
- Молитва (муз. М. Дунаевский, сл. К. Кавалерян) из к/ф «Возвращение мушкетёров, или Сокровища кардинала Мазарини» — исп. Михаил Боярский
- Москва на все времена (муз. М. Дунаевский, сл. Г. Кантор) - исп. Алла Пугачева
- Мост любви (муз. М. Дунаевский, сл. И. Резник) исп. Татьяна Буланова
- Моя маленькая леди (муз. М. Дунаевский, сл. И. Резник) — исп. Николай Караченцов

## Н
- Надейся на Бога (муз. М. Дунаевский, сл. Л. Дербенёв) из к/ф «Тайна королевы Анны, или Мушкетёры тридцать лет спустя»  — исп. Игорь Наджиев
- Наедине с дождём (муз. М. Дунаевский, сл. Н. Олев) из к/ф «Семь счастливых нот»  — исп. Ольга Вардашева
- Наша Земля (муз. М. Дунаевский, сл. Л. Дербенёв) из к/ф «Маленькое одолжение» — исп. Николай Караченцов
- Наша честь (муз. М. Дунаевский, сл. Л. Дербенёв) из к/ф «Мушкетёры двадцать лет спустя»  — исп. Игорь Наджиев
- Небесные качели (муз. М. Дунаевский, сл. И. Резник) исп. Игорь Наджиев и Ольга Шеро
- Непогода (муз. М. Дунаевский, сл. Н. Олев) из т/ф «Мэри Поппинс, до свидания!» — исп. Павел Смеян
- Нетелефонный разговор (муз. М. Дунаевский, сл. И. Резник) — исп. Игорь Наджиев и Ольга Шеро
- Ничего хорошего (муз. М. Дунаевский, сл. И. Резник) исп. Татьяна Буланова
- Ну, почему? (муз. М. Дунаевский, сл. К. Кавалерян) из к/ф «Возвращение мушкетёров, или Сокровища кардинала Мазарини» — исп. Михаил Боярский

## О
- Обратный билет (муз. М. Дунаевский, сл. И. Резник) — исп. Татьяна Буланова
- Огни большого города (муз. М. Дунаевский, сл. Н. Олев) из т/ф «Трест, который лопнул» — исп. Николай Караченцов и Павел Смеян
- Одинаковые люди (муз. М. Дунаевский, сл. Н. Олев) из к/ф «Светлая личность»  — исп. Николай Караченцов
- Остановись! (муз. М. Дунаевский, сл. Л. Дербенёв) из к/ф «Куда он денется!» — исп. Михаил Боярский
- Отчаяние королевы (муз. М. Дунаевский, сл. Ю. Ряшенцев) из т/ф «Д’Артаньян и три мушкетёра» — исп. Алиса Фрейндлих

## П
- Перед грозой (муз. М. Дунаевский, сл. Ю. Ряшенцев) из т/ф «Д’Артаньян и три мушкетёра» — исп. Владимир Чуйкин и Михаил Боярский
- Песенка вдовы (муз. М. Дунаевский, сл. Л. Филатов) из т/ф «Трест, который лопнул» — исп. Наталья Андрейченко
- Песенка о католиках и гугенотах (муз. М. Дунаевский, сл. Ю. Ряшенцев) из т/ф «Д’Артаньян и три мушкетёра» — исп. ансамбль "Коробейники"
- Песенка о лекарствах (муз. М. Дунаевский, сл. Л. Филатов) из т/ф «Трест, который лопнул» — исп. Михаил Муромов
- Песенка о трёх китах (муз. М. Дунаевский, сл. Н. Олев) из т/ф «Трест, который лопнул» — исп. Николай Караченцов и Павел Смеян
- Песенка о шпионах кардинала (муз. М. Дунаевский, сл. Ю. Ряшенцев) из т/ф «Д’Артаньян и три мушкетёра» — исп. Марк Розовский
- Песенка про ложь (муз. М. Дунаевский, сл. Л. Дербенёв) из к/ф «Тайна королевы Анны, или Мушкетёры тридцать лет спустя»  — исп. Игорь Наджиев
- Песенка служанки (муз. М. Дунаевский, сл. Ю. Ряшенцев) из т/ф «Д’Артаньян и три мушкетёра» — исп. Елена Дриацкая
- Песня актёра (муз. М. Дунаевский, сл. Л. Дербенёв) из т/ф «Ах, водевиль, водевиль…»  — исп. Михаил Пуговкин
- Песня Вани (муз. М. Дунаевский, сл. Ю. Энтин) из м/ф «Летучий корабль» — исп. Михаил Боярский
- Песня Водяного (муз. М. Дунаевский, сл. Ю. Энтин) из м/ф «Летучий корабль» — исп. Анатолий Папанов
- Песня Забавы (муз. М. Дунаевский, сл. Ю. Энтин) из м/ф «Летучий корабль» — исп. Татьяна Шабельникова
- Песня Миледи (муз. М. Дунаевский, сл. Ю. Ряшенцев) из т/ф «Д’Артаньян и три мушкетёра» — исп. Маргарита Терехова
- Песня мушкетёров (муз. М. Дунаевский, сл. Ю. Ряшенцев) из т/ф «Д’Артаньян и три мушкетёра» — исп. Михаил Боярский
- Песня-наказ д`Артаньяна-отца (муз. М. Дунаевский, сл. Ю. Ряшенцев) из т/ф «Д’Артаньян и три мушкетёра» — исп. Дмитрий Атовмян
- Песня о любопытстве (муз. М. Дунаевский, сл. Л. Дербенёв) из т/ф «Ах, водевиль, водевиль…» — исп. Жанна Рождественская и Людмила Ларина
- Песня о матери (муз. М. Дунаевский, сл. Л. Дербенёв) из к/ф «Мушкетёры двадцать лет спустя»  — исп. Игорь Наджиев
- Песня о цапле (муз. М. Дунаевский, сл. Л. Дербенёв) из к/ф «Куда он денется!» — исп. Михаил Боярский
- Песня шута (муз. М. Дунаевский, сл. Л. Дербенёв) из т/ф «Ах, водевиль, водевиль…» — исп. Жанна Рождественская
- Плач Жаклин (муз. М. Дунаевский, сл. К. Кавалерян) из к/ф «Возвращение мушкетёров, или Сокровища кардинала Мазарини» — исп. Ангелина Сергеева
- Погоня (муз. М. Дунаевский, сл. Л. Дербенёв) из к/ф «Мушкетёры двадцать лет спустя»  — исп. Игорь Наджиев
- Поезда (муз. М. Дунаевский, сл. И. Резник) — исп. Николай Караченцов
- Позвони мне, позвони! (муз. М. Дунаевский, сл. Р. Рождественский) из т/ф «Карнавал» — исп. Жанна Рождественская
- Потерянная страна (муз. М. Дунаевский, сл. Л. Дербенёв) — исп. Игорь Наджиев
- Причина для драки (муз. М. Дунаевский, сл. Л. Дербенёв) из к/ф «Мушкетёры двадцать лет спустя»  — исп. Игорь Наджиев
- Прощай, любовь! (муз. М. Дунаевский, сл. К. Кавалерян) из к/ф «Возвращение мушкетёров, или Сокровища кардинала Мазарини» — исп. Антон Макарский
- Пуркуа па (муз. М. Дунаевский, сл. Ю. Ряшенцев) из т/ф «Д’Артаньян и три мушкетёра» — исп. Михаил Боярский
- Пусть не меркнут огни ваших глаз... (муз. М. Дунаевский, сл. Р. Рождественский) из т/ф «Карнавал» — исп. Жанна Рождественская

## Р
- Регги про деньги (муз. М. Дунаевский, сл. Л. Дербенёв) из к/ф «Мушкетёры двадцать лет спустя»  — исп. Игорь Наджиев
- Рикки-Тикки-Тави (муз. М. Дунаевский, сл. Л. Дербенёв) из к/ф «Куда он денется!» — исп. Ольга Рождественская
- Романс Арамиса (муз. М. Дунаевский, сл. Ю. Ряшенцев) из т/ф «Д’Артаньян и три мушкетёра» — исп. Владимир Чуйкин
- Рыцари оседлые (муз. М. Дунаевский и Д. Данин, сл. А. Внуков) — исп. Николай Караченцов
- Рэп короля (муз. М. Дунаевский, сл. К. Кавалерян) из к/ф «Возвращение мушкетёров, или Сокровища кардинала Мазарини» — исп. Дмитрий Харатьян

## С
- Семь нот (муз. М. Дунаевский, сл. Н. Олев) из т/ф «Семь счастливых нот» — исп. Ирина Гущева
- Сивка-бурка (муз. М. Дунаевский, сл. Л. Дербенёв) из к/ф «Куда он денется!» — исп. Михаил Боярский
- Смерть Констанции (муз. М. Дунаевский, сл. Ю. Ряшенцев) из т/ф «Д’Артаньян и три мушкетёра» — исп. Михаил Боярский
- Спасибо, жизнь! (муз. М. Дунаевский, сл. Р. Рождественский) из т/ф «Карнавал» — исп. Жанна Рождественская
- Спаси и помилуй (муз. М. Дунаевский, сл. И. Резник)  - исп. Татьяна Буланова
- Старый трамвай (муз. М. Дунаевский и Д. Данин, сл. Н. Олев) — исп. Михаил Боярский
- Стерпится, слюбится (муз. М. Дунаевский, сл. Л. Дербенёв) из т/ф «Ах, водевиль, водевиль…» — исп. Жанна Рождественская и Людмила Ларина
- Суперстрасть (муз. М. Дунаевский, сл. Н. Олев) из т/ф «Трест, который лопнул» — исп. Николай Караченцов и Павел Смеян
- Суть джентльмена (муз. М. Дунаевский, сл. Н. Олев) из т/ф «Трест, который лопнул» — исп. Николай Караченцов и Павел Смеян
- Сыграем в четыре руки (муз. М. Дунаевский, сл. И. Резник) - исп. Игорь Наджиев и Ольга Шеро

## Т
- Тени (муз. М. Дунаевский, сл. Л. Дербенёв) из к/ф «Белые ночи»  — исп. Игорь Наджиев
- Тридцать три коровы (муз. М. Дунаевский, сл. Н. Олев) из т/ф «Мэри Поппинс, до свидания!» — исп. Павел Смеян
- Триумф королевы (муз. М. Дунаевский, сл. Ю. Ряшенцев) из т/ф «Д’Артаньян и три мушкетёра» — исп. Алиса Фрейндлих
- Ты всё поймёшь (муз. М. Дунаевский, сл. Л. Дербенёв) из т/ф «Ах, водевиль, водевиль…» — исп. Жанна Рождественская и Людмила Ларина
- Ты приснись (муз. М. Дунаевский, сл. И. Резник) исп. Татьяна Буланова
- Ты где, июль? (муз. М. Дунаевский, сл. Н. Олев) из к/ф «Зелёный фургон»  — исп. Дмитрий Харатьян

## У
- Усталый огонь (муз. М. Дунаевский, сл. И. Резник) — исп. Николай Караченцов

## Х
- Хрустальный замок на песке (муз. М. Дунаевский, сл. Н. Олев) из т/ф «Семь счастливых нот» — исп. Ирина Гущева

## Ч
- Частушки Бабок-Ёжек (муз. М. Дунаевский, сл. Ю. Энтин) из м/ф «Летучий корабль» — исп. Женская группа Московского камерного хора
- Что я без тебя? (муз. М. Дунаевский, сл. Л. Дербенёв) из к/ф «Мушкетёры двадцать лет спустя»  — исп. Игорь Наджиев
- Чья вина? (муз. М. Дунаевский, сл. И. Резник) исп. Татьяна Буланова

## Я
- Я боюсь этой тьмы (муз. М. Дунаевский, сл. Л. Дербенёв) из к/ф «Мушкетёры двадцать лет спустя»  — исп. Игорь Наджиев
- Я и ты (муз. М. Дунаевский, сл. Л. Дербенёв) из к/ф «Подземелье ведьм»  — исп. Маша Распутина